# Jama'at al-Tawhid wa al-Jihad
La Jamāʿat al-tawḥīd wa al-jihād (in arabo جماعة التوحيد والجهاد‎?, Jamāʿat al-tawḥīd wa al-jihād), ossia "Gruppo Tawḥīd e Jihād", è stata un gruppo terroristico jihadista e takfirita attivo in Vicino Oriente, fondato e guidato dal 1999 al 2004 da Abū Muṣʿab al-Zarqāwī.

## Storia
Il gruppo è nato in Giordania nel 1999 su iniziativa di Abū Muṣʿab al-Zarqāwī, che già in passato aveva avuto legami col gruppo di al Qaida. Vi fu una iniziale fase preparativa: al-Zarqāwī si recò in Pakistan ed Afghanistan, tra il 1999 ed il 2000, con il compito di addestrare e organizzare quanti più militanti possibili per al-Qāʿida. Tra il 2001 e il 2002 tornò in Vicino Oriente, per permettere al gruppo di espandersi ulteriormente, reclutando militanti in Palestina e in Giordania. Il primo a interessarsi delle sue attività fu il governo della Germania del Cancelliere Gerhard Schröder, che iniziò progressivamente a identificare le prime celle terroristiche della Jamāʿa anche sul suolo tedesco.
Il gruppo continuò a crescere e si spostò lentamente dalla Giordania fino in Iraq, a Falluja, dove nel 2004, ormai abbastanza potente, mostrò la propria ferocia con la decapitazione del cittadino statunitense Nicholas Berg, ucciso ad Abu Ghraib da al-Zarqāwī in persona. Il gruppo riuscì ad attirare l'attenzione dei mass media e del governo statunitense, che decise di porre su al-Zarqāwī una taglia di ben 10 milioni di dollari.
Già in questo periodo l'ambizione di al-Zarqāwī e del suo gruppo era quella di creare un nuovo califfato islamico da proclamare dopo la caduta del regime di Saddam Hussein; attirando l'attenzione di altri gruppi come al-Qāʿida e Anṣār al-Islām. Durante i primi anni della Guerra in Iraq, gli attacchi della Jamāʿa contro gli obiettivi statunitensi si intensificarono, sostenuti dai mujaheddin della guerriglia irachena, di cui al-Zarqāwī dirigerà personalmente alcune operazioni. Alla fine del 2004, con Osama bin Laden che si complimentava con al-Zarqāwī per il suo operato, era ormai noto di come i due terroristi fossero entrati in sintonia; e la Jamāʿa entrò a far parte ufficialmente di al-Qāʿida, assumendo la denominazione di Tanẓīm Qāʿida al-Jihād fī Bilād al-Rāfidayn (Organizzazione della base del jihād nel Paese dei Due Fiumi). In quel periodo, la taglia posta su al-Zarqāwī, raddoppiò fino a raggiungere la cifra di 25 milioni di dollari.
Il Tanẓīm Qāʿida al-Jihād fī Bilād al-Rāfidayn sopravvisse fino alla morte di al-Zarqāwī nel 2006, per diventare a quel punto Dawlat al-ʿIrāq al-Islāmiyya ("Stato Islamico dell'Iraq"), guidato da Abū Ayyūb al-Maṣrī fino anche alla morte di quest'ultimo nel 2010. Gli subentrerà allora Abū Bakr al-Baghdādī che metterà fine all'alleanza con al-Qāʿida, proclamando il 29 giugno 2014 la nascita di un califfato, il cosiddetto Stato Islamico, o Da'esh.